# Solipsyzm
Solipsyzm (od łac. solus – jedyny, ipse – sam) – pogląd subiektywno-idealistyczny głoszący, że istnieje tylko jednostkowy podmiot poznający, cała zaś rzeczywistość jest jedynie zbiorem jego subiektywnych wrażeń – wszystkie obiekty, ludzie, etc., których doświadcza jednostka, są tylko częściami jej umysłu.
Podobnym poglądem jest materialistyczny agnostycyzm, mówiący, że nic poza umysłem jednostki nie może być absolutnie udowodnione; wszystko inne może być po prostu iluzją, wyobraźnią lub czymkolwiek mającym miejsce (egzystującym) w obrębie umysłu danej osoby.

## Historia
Za twórcę owego poglądu uważany jest sofista Gorgiasz (ok. 480–385 p.n.e.), który w manifeście antycznego nihilizmu, dziele O naturze albo o niebycie (Περί του μη όντος ή περί φύσεως), utrzymywał, że:
1. Nic nie istnieje.
2. Nawet gdyby coś istniało, nikt nie mógłby o tym wiedzieć.
3. Nawet gdyby ktoś o tym wiedział, nie mógłby tego nikomu zakomunikować.

Na pozycje solipsyzmu przesuwali się przedstawiciele filozofii immanentnej.

## Krytyka solipsyzmu
Solipsysta (zwolennik solipsyzmu) nie może całkowicie zabrać autonomiczności postrzeganym obiektom (psychokineza jest niedowodliwa naukowo, tzn. solipsysta nie potrafi przedmiotami dowolnie sterować – np. Rysy są stale w Tatrach, bez względu na wolę solipsysty), więc najprawdopodobniej nie są one częścią jego samego. Kontrargument jest taki, że wiadomo, iż świadomy umysł nie steruje dowolnie np. własnymi snami, a szczególnie w przypadku somnambulizmu pewne części układu nerwowego zachowują znaczną ‘autonomię’ od umysłu świadomego. W odpowiedzi można podnieść kwestię celowości takiej ‘autonomii’ oraz że ‘autonomia’ np. marzeń sennych, przeżyć – w porównaniu do autonomii postrzeganej natury, ma zupełnie inny charakter – jest bardziej chwilowa, przejściowa (Deutsch zwraca uwagę na możliwą wielość stopni niezależności/autonomii i na większą złożoność bytów rzeczywistych). Poza tym większość świata-umysłu, która miałaby być podobna do snu, nie wygłasza poglądów solipsystycznych więc solipsysta nie może twierdzić, że cały jego umysł-świat uznaje solipsyzm, co za tym idzie nie może być solipsystą totalnym, w swej „całości”, jak ją postrzega, a jedynie w mniejszościowym jej fragmencie. Jeśli postrzega się wielokrotnie źródła idei (obiekty) jako w wysokim stopniu „niezależne od kogoś” to (jeśli to poznanie jest poprawne, świadome) realnie po prostu tak jest (przy założeniu adekwatnej „wąskiej” definicji Ja tj. jako bytu świadomego swych uczuć i myśli etc., odpowiedzialnego). Jest to więc kwestia braku uzasadnienia dla zbyt szerokiej definicji Jaźni u solipsysty, jeśli obejmującej obszary spoza manipulowalnej przez niego świadomości i spoza poglądów uznawanych przez niego jako własne.
Solipsysta implicite usiłuje modyfikować język i definicje pojęć, aby był w tym konsekwentny musiałby ich używać explicite, a nie nadal realistycznie, w sposób oparty na społecznym intersubiektywnym uwarunkowaniu języka. „Argument języka prywatnego” Wittgensteina mówi, że samo proponowanie istnienia takiego języka jest logicznie niespójne: solipsyzm jest wyrażony w publicznym języku, którego sens następnie podważa popadając w niespójność. Jedno z pojęć „świat” lub „umysł-świat” (implicite) byłoby wówczas pojęciem nadmiarowym. Solipsysta może jednak argumentować, że tworzy język do wewnętrznej komunikacji, w jego własnym umyśle, jednak musi wtedy zakładać, że są „w nim” znacznie różne stopnie niezależności, pomiędzy którymi językowa komunikacja miałaby zachodzić. Ponieważ interakcje między obiektami w filozofiach realistycznych są identyczne jak między „myślami/ideami” w solipsyzmie, niesie on z sobą tylko zbiór dodatkowych założeń (por. Brzytwa Ockhama) i niepraktyczne obciążenie; także zbudowane na czysto językowych niejednoznacznościach (np. zamiast „X”, mamy „idea podobna do X” lub „tak jakby X”).
Istniały też próby bardziej zdroworozsądkowych i pragmatycznych re-definicji, odmian solipsyzmu. Np. Plotyn używał solipsyzmu metodologicznego by później jednak wprowadzić hierarchię bytów (por. Jednia), zachowując jednak jego elementy np. pierwiastek duchowy jako tworzywo.
Według Davida Deutscha solipsyzm, choć jest teorią (czyli gdy brać pod uwagę tylko „czystą wyidealizowaną logikę”) nie do obalenia, to jednak jest nie do obronienia, gdy rozważać np. pełniejsze podejście naukowe („każde rozumowanie naukowe zakłada fałszywość [...] solipsyzmu”), czyli gdy naukowo urealnić idealizmy logiczne, ale także gdy dołączymy argumenty cechujące się prozaicznością, prostotą („Jeśli zgodnie z najprostszym wyjaśnieniem obiekt jest złożony i autonomiczny, to obiekt ten jest rzeczywisty”). 
Alvin Plantinga, przytacza argumentację w kwestii "problemu innych umysłów", opartą na rozumowaniu indukcyjnym (a dokładniej: "na analogii"), co również w pewnym stopniu podważa podstawy solipsyzmu, z drugiej strony można przyjąć argumentację zawartą w krótkim opowiadaniu The Egg autorstwa Andyego Weir'a że wszystkie osoby na ziemi są tą samą osobą świadomą tylko siebie, ale z powodu ciągłej reinkarnacji ta jedna osoba będzie też żyła jako każda inna.